# Guillermo Abanto Guzmán
Guillermo Martín Abanto Guzmán (ur. 1 lipca 1964 w Trujillo) – peruwiański duchowny katolicki, biskup polowy Peru w latach 2012–2013.

## Życiorys
Święcenia kapłańskie otrzymał 12 grudnia 1992 z rąk kard. Augusto Vargas Alzamora. Inkardynowany do archidiecezji Limy, został wychowawcą miejscowego "pre-seminarium", a w kolejnych latach pracował duszpastersko w parafiach Limy.
30 stycznia 2009 Benedykt XVI mianował go biskupem pomocniczym Limy ze stolicą tytularną Pinhel. Sakry biskupiej udzielił mu 19 kwietnia 2009 kard. Juan Luis Cipriani Thorne.
30 października 2012 został mianowany biskupem polowym Peru.
20 lipca 2013 papież Franciszek przyjął jego rezygnację z pełnionego urzędu zgodnie z kanonem 401 § 2 Kodeksu Prawa Kanonicznego.